# NBA In-Season Tournament 2023
Das NBA In-Season Tournament 2023 war ein Basketballturnier, das von der National Basketball Association während der NBA-Saison 2023/24 ausgetragen wurde. Es war die erste Ausgabe des In-Season-Turniers. Alle 30 NBA-Teams haben teilgenommen. Das Halbfinale und das Finale der K.-o.-Runde wurden in der T-Mobile Arena in Las Vegas ausgetragen.

## Auslosung
Die Teams wurden auf der Grundlage des Abschlussergebnisses der NBA-Saison 2022/23 in fünf Töpfe pro Conference eingeteilt. Topf 1 enthielt die drei Mannschaften mit dem besten Saisonergebnis, Topf 2 die Mannschaften mit den zweitbesten Ergebnissen usw.

### Lostöpfe
| Eastern Conference | Eastern Conference | Eastern Conference  | Eastern Conference | Eastern Conference |
| Lostopf            | #                  | Team                | Record             | Record             |
| Lostopf            | #                  | Team                | S                  | N                  |
| ------------------ | ------------------ | ------------------- | ------------------ | ------------------ |
| 1                  | 1                  | Milwaukee Bucks     | 58                 | 24                 |
| 1                  | 2                  | Boston Celtics      | 57                 | 25                 |
| 1                  | 3                  | Philadelphia 76ers  | 54                 | 28                 |
| 2                  | 4                  | Cleveland Cavaliers | 51                 | 31                 |
| 2                  | 5                  | New York Knicks     | 47                 | 35                 |
| 2                  | 6                  | Brooklyn Nets       | 45                 | 37                 |
| 3                  | 7                  | Miami Heat          | 44                 | 38                 |
| 3                  | 8                  | Atlanta Hawks       | 41                 | 41                 |
| 3                  | 9                  | Toronto Raptors     | 41                 | 41                 |
| 4                  | 10                 | Chicago Bulls       | 40                 | 42                 |
| 4                  | 11                 | Indiana Pacers      | 35                 | 47                 |
| 4                  | 12                 | Washington Wizards  | 35                 | 47                 |
| 5                  | 13                 | Orlando Magic       | 34                 | 48                 |
| 5                  | 14                 | Charlotte Hornets   | 27                 | 55                 |
| 5                  | 15                 | Detroit Pistons     | 17                 | 65                 |

| Western Conference | Western Conference | Western Conference     | Western Conference | Western Conference |
| Lostopf            | #                  | Team                   | Record             | Record             |
| Lostopf            | #                  | Team                   | S                  | N                  |
| ------------------ | ------------------ | ---------------------- | ------------------ | ------------------ |
| 1                  | 1                  | Denver Nuggets         | 53                 | 29                 |
| 1                  | 2                  | Memphis Grizzlies      | 51                 | 31                 |
| 1                  | 3                  | Sacramento Kings       | 48                 | 34                 |
| 2                  | 4                  | Phoenix Suns           | 45                 | 37                 |
| 2                  | 5                  | Los Angeles Clippers   | 44                 | 38                 |
| 2                  | 6                  | Golden State Warriors  | 44                 | 38                 |
| 3                  | 7                  | Los Angeles Lakers     | 43                 | 39                 |
| 3                  | 8                  | Minnesota Timberwolves | 42                 | 40                 |
| 3                  | 9                  | New Orleans Pelicans   | 42                 | 40                 |
| 4                  | 10                 | Oklahoma City Thunder  | 40                 | 42                 |
| 4                  | 11                 | Dallas Mavericks       | 38                 | 44                 |
| 4                  | 12                 | Utah Jazz              | 37                 | 45                 |
| 5                  | 13                 | Portland Trail Blazers | 33                 | 49                 |
| 5                  | 14                 | Houston Rockets        | 22                 | 60                 |
| 5                  | 15                 | San Antonio Spurs      | 22                 | 60                 |

### Losergebnisse
Jede Conference wurde in drei Gruppen unterteilt. Die Auslosung ergab folgende Gruppen:
| Eastern Conference                                                                  | Eastern Conference                                                              | Eastern Conference                                                       |
| Gruppe A                                                                            | Gruppe B                                                                        | Gruppe C                                                                 |
| ----------------------------------------------------------------------------------- | ------------------------------------------------------------------------------- | ------------------------------------------------------------------------ |
| Philadelphia 76ers Cleveland Cavaliers Atlanta Hawks Indiana Pacers Detroit Pistons | Milwaukee Bucks New York Knicks Miami Heat Washington Wizards Charlotte Hornets | Boston Celtics Brooklyn Nets Toronto Raptors Chicago Bulls Orlando Magic |

| Western Conference                                                                 | Western Conference                                                                        | Western Conference                                                                                    |
| Gruppe A                                                                           | Gruppe B                                                                                  | Gruppe C                                                                                              |
| ---------------------------------------------------------------------------------- | ----------------------------------------------------------------------------------------- | --- |
| Memphis Grizzlies Phoenix Suns Los Angeles Lakers Utah Jazz Portland Trail Blazers | Denver Nuggets Los Angeles Clippers New Orleans Pelicans Dallas Mavericks Houston Rockets | Sacramento Kings Golden State Warriors Minnesota Timberwolves Oklahoma City Thunder San Antonio Spurs |

## Gruppenphase
Die Spiele der Gruppenphase wurden zwischen dem 3. und 28. November ausgetragen. Die Ergebnisse zählten ebenfalls für die laufende NBA-Saison 2023/24.
Die Gruppensieger und die zwei besten Zweitplatzierten je Conference qualifizierten sich für die Finalrunde.

### Eastern Conference

#### Gruppe A
| Platz | Team                | S | G | V | Körbe   | Diff. |
| ----- | ------------------- | - | - | - | ------- | ----- |
| 1     | Indiana Pacers      | 4 | 4 | 0 | 546:507 | +39   |
| 2     | Cleveland Cavaliers | 4 | 3 | 1 | 474:445 | +29   |
| 3     | Philadelphia 76ers  | 4 | 2 | 2 | 485:476 | +9    |
| 4     | Atlanta Hawks       | 4 | 1 | 3 | 499:531 | −32   |
| 5     | Detroit Pistons     | 4 | 0 | 4 | 439:484 | −45   |

| Datum                 | Team 1              | Team 2              | 1. Q. | 2. Q. | 3. Q. | 4. Q. | Verl. | Ergebnis |
| --------------------- | ------------------- | ------------------- | ----- | ----- | ----- | ----- | ----- | -------- |
| Fr. 3. November 2023  | Cleveland Cavaliers | Indiana Pacers      | 26:36 | 27:34 | 34:18 | 29:33 | —     | 116:121  |
| Fr. 10. November 2023 | Philadelphia 76ers  | Detroit Pistons     | 21:33 | 27:23 | 35:21 | 31:29 | —     | 114:106  |
| Di. 14. November 2023 | Atlanta Hawks       | Detroit Pistons     | 38:29 | 26:31 | 33:31 | 29:29 | —     | 126:120  |
| Di. 14. November 2023 | Indiana Pacers      | Philadelphia 76ers  | 36:30 | 27:24 | 32:40 | 37:32 | —     | 132:126  |
| Fr. 17. November 2023 | Philadelphia 76ers  | Atlanta Hawks       | 30:24 | 27:32 | 37:31 | 32:29 | —     | 126:116  |
| Fr. 17. November 2023 | Detroit Pistons     | Cleveland Cavaliers | 26:35 | 19:24 | 28:21 | 27:28 | —     | 100:108  |
| Di. 21. November 2023 | Indiana Pacers      | Atlanta Hawks       | 34:40 | 39:46 | 46:28 | 38:38 | —     | 157:152  |
| Di. 21. November 2023 | Cleveland Cavaliers | Philadelphia 76ers  | 27:24 | 38:29 | 23:26 | 22:31 | 12:9  | 122:119  |
| Fr. 24. November 2023 | Detroit Pistons     | Indiana Pacers      | 26:33 | 37:28 | 33:36 | 17:39 | —     | 113:136  |
| Di. 28. November 2023 | Atlanta Hawks       | Cleveland Cavaliers | 33:29 | 28:35 | 29:38 | 15:26 | —     | 105:128  |

#### Gruppe B
| Platz | Team               | S | G | V | Körbe   | Diff. |
| ----- | ------------------ | - | - | - | ------- | ----- |
| 1     | Milwaukee Bucks    | 4 | 4 | 0 | 502:456 | +46   |
| 2     | New York Knicks    | 4 | 3 | 1 | 440:398 | +42   |
| 3     | Miami Heat         | 4 | 2 | 2 | 454:450 | +4    |
| 4     | Charlotte Hornets  | 4 | 1 | 3 | 419:473 | −54   |
| 5     | Washington Wizards | 4 | 0 | 4 | 458:496 | −38   |

| Datum                 | Team 1             | Team 2             | 1. Q. | 2. Q. | 3. Q. | 4. Q. | Verl. | Ergebnis |
| --------------------- | ------------------ | ------------------ | ----- | ----- | ----- | ----- | ----- | -------- |
| Fr. 3. November 2023  | New York Knicks    | Milwaukee Bucks    | 25:21 | 21:35 | 30:26 | 29:28 | —     | 105:110  |
| Fr. 3. November 2023  | Washington Wizards | Miami Heat         | 34:34 | 20:26 | 27:41 | 33:20 | —     | 114:121  |
| Fr. 10. November 2023 | Charlotte Hornets  | Washington Wizards | 22:27 | 35:36 | 31:34 | 36:20 | —     | 124:117  |
| Di. 14. November 2023 | Miami Heat         | Charlotte Hornets  | 24:32 | 33:16 | 30:32 | 24:25 | —     | 111:105  |
| Fr. 17. November 2023 | Milwaukee Bucks    | Charlotte Hornets  | 28:37 | 31:20 | 33:24 | 38:18 | —     | 130:99   |
| Fr. 17. November 2023 | New York Knicks    | Washington Wizards | 35:25 | 30:29 | 24:30 | 31:15 | —     | 120:99   |
| Fr. 24. November 2023 | Miami Heat         | New York Knicks    | 28:25 | 22:26 | 37:20 | 11:29 | —     | 98:100   |
| Fr. 24. November 2023 | Washington Wizards | Milwaukee Bucks    | 35:34 | 26:26 | 28:32 | 39:39 | —     | 128:131  |
| Di. 28. November 2023 | Milwaukee Bucks    | Miami Heat         | 31:22 | 28:40 | 34:35 | 38:27 | —     | 131:124  |
| Di. 28. November 2023 | Charlotte Hornets  | New York Knicks    | 16:29 | 28:24 | 22:27 | 25:35 | —     | 91:115   |

#### Gruppe C
| Platz | Team            | S | G | V | Körbe   | Diff. |
| ----- | --------------- | - | - | - | ------- | ----- |
| 1     | Boston Celtics  | 4 | 3 | 1 | 449:422 | +27   |
| 2     | Orlando Magic   | 4 | 3 | 1 | 446:424 | +22   |
| 3     | Brooklyn Nets   | 4 | 3 | 1 | 455:435 | +20   |
| 4     | Toronto Raptors | 4 | 1 | 3 | 436:457 | −21   |
| 5     | Chicago Bulls   | 4 | 0 | 4 | 409:457 | −48   |

| Datum                 | Team 1          | Team 2          | 1. Q. | 2. Q. | 3. Q. | 4. Q. | Verl. | Ergebnis |
| --------------------- | --------------- | --------------- | ----- | ----- | ----- | ----- | ----- | -------- |
| Fr. 3. November 2023  | Brooklyn Nets   | Chicago Bulls   | 35:30 | 24:28 | 19:22 | 31:27 | —     | 109:107  |
| Fr. 10. November 2023 | Brooklyn Nets   | Boston Celtics  | 33:38 | 21:28 | 30:27 | 23:28 | —     | 107:121  |
| Di. 14. November 2023 | Orlando Magic   | Brooklyn Nets   | 24:33 | 36:24 | 26:31 | 18:36 | —     | 104:124  |
| Fr. 17. November 2023 | Boston Celtics  | Toronto Raptors | 26:32 | 39:17 | 19:32 | 24:24 | —     | 108:105  |
| Fr. 17. November 2023 | Orlando Magic   | Chicago Bulls   | 23:16 | 25:17 | 29:32 | 26:32 | —     | 103:97   |
| Di. 21. November 2023 | Toronto Raptors | Orlando Magic   | 23:30 | 33:37 | 26:33 | 25:26 | —     | 107:126  |
| Fr. 24. November 2023 | Boston Celtics  | Orlando Magic   | 30:19 | 26:29 | 18:29 | 22:36 | —     | 96:113   |
| Fr. 24. November 2023 | Chicago Bulls   | Toronto Raptors | 22:36 | 26:26 | 29:31 | 31:28 | —     | 108:121  |
| Di. 28. November 2023 | Chicago Bulls   | Boston Celtics  | 20:31 | 30:38 | 18:28 | 29:27 | —     | 97:124   |
| Di. 28. November 2023 | Toronto Raptors | Brooklyn Nets   | 21:22 | 23:30 | 31:24 | 28:39 | —     | 103:115  |

#### Zweitplatzierten Ranking
| Platz | Team                | S | G | V | Körbe   | Diff. |
| ----- | ------------------- | - | - | - | ------- | ----- |
| 1     | New York Knicks     | 4 | 3 | 1 | 440:398 | +42   |
| 2     | Cleveland Cavaliers | 4 | 3 | 1 | 474:445 | +29   |
| 3     | Orlando Magic       | 4 | 3 | 1 | 446:424 | +22   |

### Western Conference

#### Gruppe A
| Platz | Team                   | S | G | V | Körbe   | Diff. |
| ----- | ---------------------- | - | - | - | ------- | ----- |
| 1     | Los Angeles Lakers     | 4 | 4 | 0 | 494:420 | +74   |
| 2     | Phoenix Suns           | 4 | 3 | 1 | 480:446 | +34   |
| 3     | Utah Jazz              | 4 | 2 | 2 | 469:482 | −13   |
| 4     | Portland Trail Blazers | 4 | 1 | 3 | 416:455 | −39   |
| 5     | Memphis Grizzlies      | 4 | 0 | 4 | 430:486 | −56   |

| Datum                 | Team 1                 | Team 2                 | 1. Q. | 2. Q. | 3. Q. | 4. Q. | Verl. | Ergebnis |
| --------------------- | ---------------------- | ---------------------- | ----- | ----- | ----- | ----- | ----- | -------- |
| Fr. 3. November 2023  | Memphis Grizzlies      | Portland Trail Blazers | 26:33 | 27:21 | 24:22 | 25:26 | 11:13 | 113:115  |
| Fr. 10. November 2023 | Utah Jazz              | Memphis Grizzlies      | 34:32 | 42:31 | 27:32 | 24:26 | —     | 127:121  |
| Fr. 10. November 2023 | Los Angeles Lakers     | Phoenix Suns           | 25:34 | 30:29 | 34:33 | 33:23 | —     | 122:119  |
| Di. 14. November 2023 | Portland Trail Blazers | Utah Jazz              | 28:36 | 30:31 | 28:28 | 13:20 | —     | 99:115   |
| Di. 14. November 2023 | Memphis Grizzlies      | Los Angeles Lakers     | 26–37 | 25–37 | 35–33 | 21–27 | —     | 107:134  |
| Fr. 17. November 2023 | Phoenix Suns           | Utah Jazz              | 41:38 | 34:37 | 27:24 | 29:29 | —     | 131:128  |
| Fr. 17. November 2023 | Los Angeles Lakers     | Portland Trail Blazers | 30:23 | 30:27 | 22:25 | 25:20 | —     | 107:95   |
| Di. 21. November 2023 | Portland Trail Blazers | Phoenix Suns           | 21:34 | 30:22 | 31:38 | 25:26 | —     | 107:120  |
| Di. 21. November 2023 | Utah Jazz              | Los Angeles Lakers     | 17:32 | 24:30 | 34:40 | 24:29 | —     | 99:131   |
| Fr. 24. November 2023 | Phoenix Suns           | Memphis Grizzlies      | 29:27 | 33:22 | 19:24 | 29:16 | —     | 110:89   |

#### Gruppe B
| Platz | Team                 | S | G | V | Körbe   | Diff. |
| ----- | -------------------- | - | - | - | ------- | ----- |
| 1     | New Orleans Pelicans | 4 | 3 | 1 | 463:430 | +33   |
| 2     | Houston Rockets      | 4 | 2 | 2 | 424:414 | +10   |
| 3     | Dallas Mavericks     | 4 | 2 | 2 | 489:497 | −8    |
| 4     | Denver Nuggets       | 4 | 2 | 2 | 432:442 | −10   |
| 5     | Los Angeles Clippers | 4 | 1 | 3 | 446:471 | −25   |

| Datum                 | Team 1               | Team 2               | 1. Q. | 2. Q. | 3. Q. | 4. Q. | Verl. | Ergebnis |
| --------------------- | -------------------- | -------------------- | ----- | ----- | ----- | ----- | ----- | -------- |
| Fr. 3. November 2023  | Dallas Mavericks     | Denver Nuggets       | 24:40 | 31:30 | 32:32 | 27:23 | —     | 114:125  |
| Fr. 10. November 2023 | New Orleans Pelicans | Houston Rockets      | 31:26 | 17:28 | 31:16 | 22:34 | —     | 101:104  |
| Fr. 10. November 2023 | Los Angeles Clippers | Dallas Mavericks     | 33:30 | 18:47 | 38:38 | 37:29 | —     | 126:144  |
| Di. 14. November 2023 | Dallas Mavericks     | New Orleans Pelicans | 26:33 | 28:37 | 31:44 | 25:17 | —     | 110:131  |
| Di. 14. November 2023 | Los Angeles Clippers | Denver Nuggets       | 26:28 | 26:32 | 32:24 | 24:27 | —     | 108:111  |
| Fr. 17. November 2023 | Denver Nuggets       | New Orleans Pelicans | 28:36 | 25:33 | 33:26 | 24:20 | —     | 110:115  |
| Fr. 17. November 2023 | Houston Rockets      | Los Angeles Clippers | 23:29 | 27:19 | 27:31 | 23:27 | —     | 100:106  |
| Fr. 24. November 2023 | Denver Nuggets       | Houston Rockets      | 19:29 | 24:31 | 26:24 | 17:21 | —     | 86:105   |
| Fr. 24. November 2023 | New Orleans Pelicans | Los Angeles Clippers | 36:23 | 20:32 | 29:28 | 31:23 | —     | 116:106  |
| Di. 28. November 2023 | Houston Rockets      | Dallas Mavericks     | 22:29 | 28:25 | 38:30 | 27:37 | —     | 115:121  |

#### Gruppe C
| Platz | Team                   | S | G | V | Körbe   | Diff. |
| ----- | ---------------------- | - | - | - | ------- | ----- |
| 1     | Sacramento Kings       | 4 | 4 | 0 | 482:452 | +30   |
| 2     | Minnesota Timberwolves | 4 | 3 | 1 | 438:438 | 0     |
| 3     | Golden State Warriors  | 4 | 2 | 2 | 483:479 | +4    |
| 4     | Oklahoma City Thunder  | 4 | 1 | 3 | 463:439 | +24   |
| 5     | San Antonio Spurs      | 4 | 0 | 4 | 429:487 | −58   |

| Datum                 | Team 1                 | Team 2                 | 1. Q. | 2. Q. | 3. Q. | 4. Q. | Verl. | Ergebnis |
| --------------------- | ---------------------- | ---------------------- | ----- | ----- | ----- | ----- | ----- | -------- |
| Fr. 3. November 2023  | Golden State Warriors  | Oklahoma City Thunder  | 38:33 | 31:34 | 37:39 | 35:33 | —     | 141:139  |
| Fr. 10. November 2023 | Minnesota Timberwolves | San Antonio Spurs      | 22:27 | 34:27 | 34:19 | 27:37 | —     | 117:110  |
| Fr. 10. November 2023 | Oklahoma City Thunder  | Sacramento Kings       | 20:34 | 22:19 | 28:22 | 28:30 | —     | 98:105   |
| Di. 14. November 2023 | San Antonio Spurs      | Oklahoma City Thunder  | 25:28 | 23:30 | 18:33 | 21:32 | —     | 87:123   |
| Di. 14. November 2023 | Minnesota Timberwolves | Golden State Warriors  | 22:30 | 32:29 | 22:24 | 28:18 | —     | 104:101  |
| Fr. 17. November 2023 | Sacramento Kings       | San Antonio Spurs      | 29:31 | 33:31 | 33:32 | 34:26 | —     | 127:120  |
| Fr. 24. November 2023 | Sacramento Kings       | Minnesota Timberwolves | 38:31 | 32:33 | 22:15 | 32:32 | —     | 124:111  |
| Fr. 24. November 2023 | San Antonio Spurs      | Golden State Warriors  | 35:32 | 20:27 | 26:27 | 31:32 | —     | 112:118  |
| Di. 28. November 2023 | Oklahoma City Thunder  | Minnesota Timberwolves | 29:19 | 32:34 | 17:23 | 25:30 | —     | 103:106  |
| Di. 28. November 2023 | Golden State Warriors  | Sacramento Kings       | 37:29 | 35:26 | 32:40 | 19:29 | —     | 123:124  |

#### Zweitplatzierten-Ranking
| Platz | Team                   | S | G | V | Körbe   | Diff. |
| ----- | ---------------------- | - | - | - | ------- | ----- |
| 1     | Phoenix Suns           | 4 | 3 | 1 | 480:446 | +34   |
| 2     | Minnesota Timberwolves | 4 | 3 | 1 | 438:438 | 0     |
| 3     | Houston Rockets        | 4 | 2 | 2 | 424:414 | +10   |

## Finalrunde

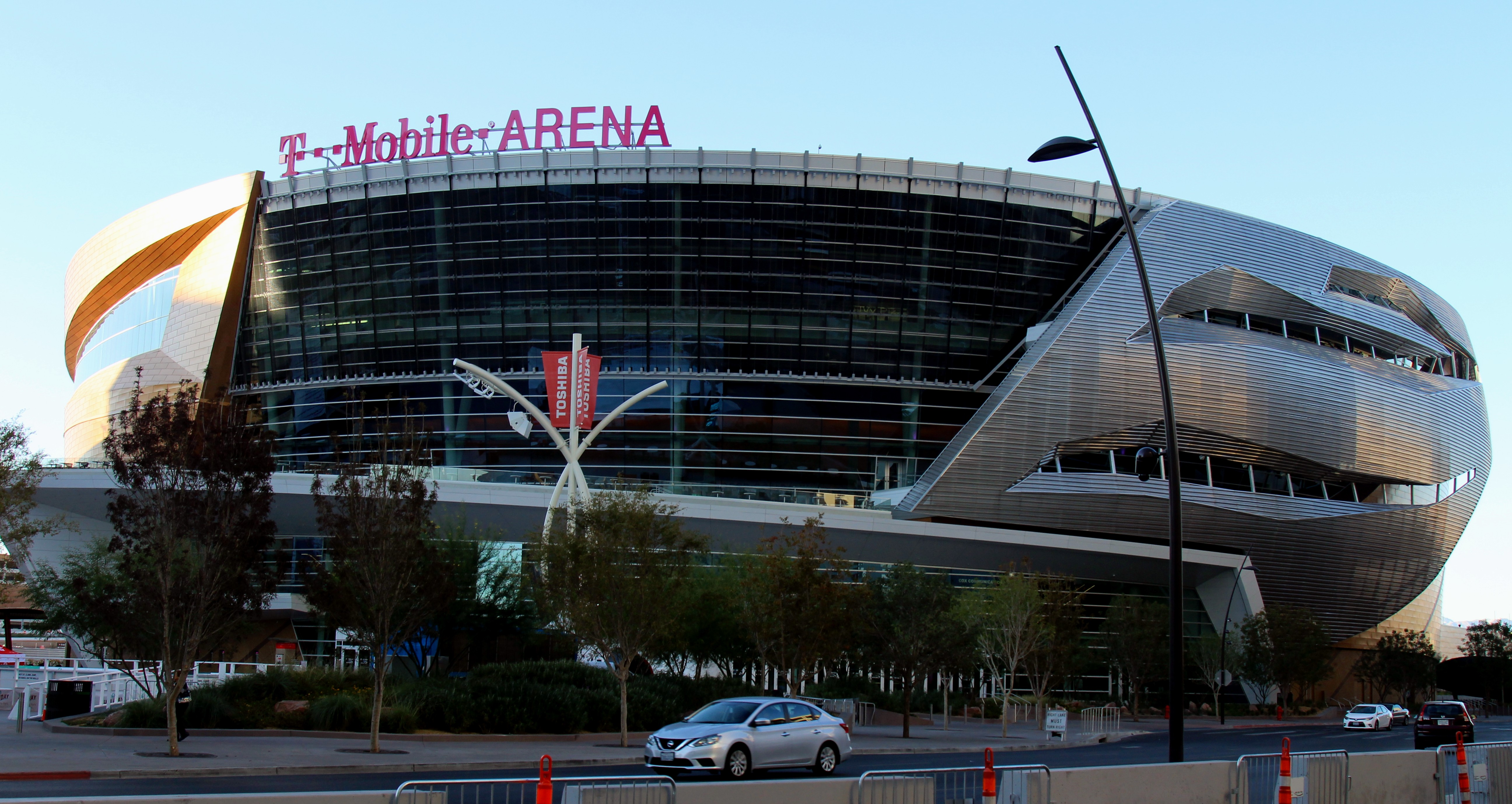
Die T-Mobile Arena in Las Vegas, Austragungsort der Halbfinales und des Finales

Der Sieger jeder Gruppe gelangte in die K.-o.-Phase, ebenso wie das beste Zweitplatzierte Team jeder Conference. Die Viertelfinalspiele wurden am 4. und 5. Dezember ausgetragen. Die Halbfinals fanden am 7. Dezember statt, das Finale soll am 9. Dezember gespielt werden. Die letzten beiden Runden werden in der T-Mobile Arena in Las Vegas ausgetragen.
Die Viertelfinal- und Halbfinalbegegnungen galten als Spiele der regulären NBA-Saison und wirkten sich auf die Positionen der Mannschaften in der Ligawertung aus, das Finale jedoch nicht.
Anreiz für das Erreichen des Viertelfinals sind für jeden Spieler 50.000 US-Dollar, im Halbfinale verdoppelt sich die Prämie auf 100.000 US-Dollar. Die Gewinnermannschaft bekommt 500.000 US-Dollar pro Spieler, während die Verlierer des Finales 200.000 US-Dollar erhalten. Ein Spieler, der unter einem Zwei-Wege-Vertrag steht, bekommt die Hälfte dessen. Die Hälfte aller Spieler der acht Viertelfinalisten verdienten bei der ersten Austragung weniger als 3 Millionen US-Dollar. 81 % aller Spieler der Elite Eight verdienten weniger als das zu erwartende Durchschnittsgehalt der Saison.
Spielberechtigt für das Finale sind lediglich Spieler, die vor dem ersten stattfindenden Viertelfinalspiel auf dem Spielbogen ihres Teams standen.
|  | Viertelfinale        | Viertelfinale                |                              |     | Halbfinale | Halbfinale |  |  | Finale | Finale |
|  |                      |                              |                              |     |            |            |  |  |        |        |
|  | 5. Dezember 2023     |                              |                              |     |            |            |  |  |        |        |
|  |                      |                              |                              |     |            |            |  |  |        |        |
|  | Milwaukee Bucks      | 146                          |                              |     |            |            |  |  |        |        |
|  | Milwaukee Bucks      | 146                          | 7. Dezember 2023 – Las Vegas |     |            |            |  |  |        |        |
|  | New York Knicks      | 122                          |                              |     |            |            |  |  |        |        |
|  | New York Knicks      | 122                          | Milwaukee Bucks              | 119 |            |            |  |  |        |        |
|  | 4. Dezember 2023     |                              | Milwaukee Bucks              | 119 |            |            |  |  |        |        |
|  |                      | Indiana Pacers               | 128                          |     |            |            |  |  |        |        |
|  | Indiana Pacers       | Indiana Pacers               | 128                          | 122 |            |            |  |  |        |        |
|  | Indiana Pacers       |                              | 9. Dezember 2023 – Las Vegas | 122 |            |            |  |  |        |        |
|  | Boston Celtics       | 112                          |                              |     |            |            |  |  |        |        |
|  | Boston Celtics       | 112                          | Indiana Pacers               | 109 |            |            |  |  |        |        |
|  | 5. Dezember 2023     |                              | Indiana Pacers               | 109 |            |            |  |  |        |        |
|  |                      | Los Angeles Lakers           | 123                          |     |            |            |  |  |        |        |
|  | Los Angeles Lakers   | Los Angeles Lakers           | 123                          | 106 |            |            |  |  |        |        |
|  | Los Angeles Lakers   | 7. Dezember 2023 – Las Vegas |                              | 106 |            |            |  |  |        |        |
|  | Phoenix Suns         | 103                          |                              |     |            |            |  |  |        |        |
|  | Phoenix Suns         | 103                          | Los Angeles Lakers           | 133 |            |            |  |  |        |        |
|  | 4. Dezember 2023     |                              | Los Angeles Lakers           | 133 |            |            |  |  |        |        |
|  |                      | New Orleans Pelicans         | 89                           |     |            |            |  |  |        |        |
|  | Sacramento Kings     | New Orleans Pelicans         | 89                           | 117 |            |            |  |  |        |        |
|  | Sacramento Kings     |                              |                              | 117 |            |            |  |  |        |        |
|  | New Orleans Pelicans | 127                          |                              |     |            |            |  |  |        |        |

## Übertragungen
Der NBA-eigene Streamingdienst NBA League Pass übertrug alle Begegnungen des Turniers. Der Streamingdienst DAZN übertrug in Deutschland und Österreich ausgesuchte Partien. Das Finalspiel wurde im Free-TV von ran auf ProSieben Maxx ausgestrahlt.